# 岩下方平

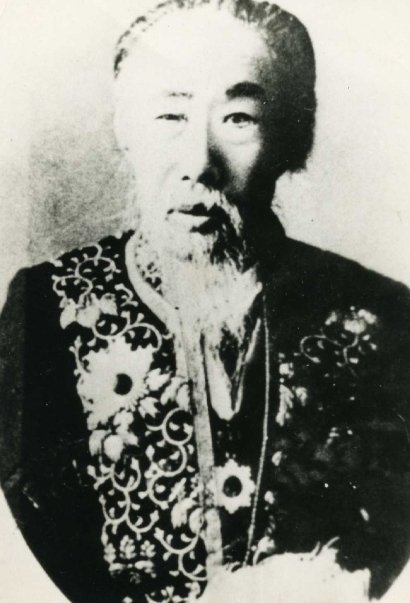
晩年の岩下方平

岩下 方平（いわした みちひら / ほうへい、文政10年3月15日（1827年4月10日） - 明治33年（1900年）8月14日）は、日本の武士（薩摩藩士）、政治家。勲一等子爵。通称は左次右衛門、左二。

## 略歴
文政10年（1827年）、薩摩藩士・岩下亘の長男として鹿児島城下の下加治屋町に生まれる。その後、岩下典膳道格の養子となる。安政3年（1856年）、相良長基の紹介により30歳で平田銕胤の国学塾気吹舎の門人となった。
安政5年より始まる安政の大獄では、江戸において水戸浪士と結託して幕政打開を図ったが、挫折して帰藩する。安政6年（1859年）11月、精忠組に参加。文久2年（1862年）、伏見において銕胤嫡男平田延胤と面会し、島津久光挙兵上京の目的や寺田屋騒動の顛末について延胤に報告した。文久3年（1863年）9月、薩英戦争の和平交渉の正使として交渉を担当する。薩英戦争の状況については師の平田銕胤に書翰を送り、詳細を報じている。
慶応元年（1865年）、家老を勤める。慶応3年（1867年）のパリ万博では、「日本薩摩琉球国太守政府」使節団長として、野村宗七や市来政清ら藩士等9人を率いて参加し、同年夏に帰国の際には、シャルル・ド・モンブランと数人のフランス人技術者を伴った。小松帯刀や西郷隆盛、大久保利通とともに藩政をリードし、倒幕活動に尽力した。王政復古の大号令では、徴士参与として小御所会議に参席。明治2年（1869年）9月、維新の功として永世賞典禄1000石を下賜された。
新政府においては、京都府権知事や大阪府大参事、元老院議官、貴族院議員などを務めた。明治21年（1887年）、維新の功により子爵を授けられ、明治23年（1890年）10月20日、麝香間祗候となる。死去に際して勲一等瑞宝章が授けられた。享年74。墓所は青山霊園。

## 栄典
位階
- 1885年（明治18年）10月1日 - 正四位[6]
- 1886年（明治19年）10月20日 - 従三位[7]
- 1894年（明治27年）5月21日 - 正三位[8]

勲章等
- 1886年（明治19年）11月30日 - 勲二等旭日重光章[9]
- 1887年（明治20年）5月9日 - 子爵[10]

## 親族・家族
- 新納久仰：叔父。
- 岩下長十郎：息子。明治13年（1880年）8月10日、29歳で早世した。妻は東郷実猗の長女・るい。
- 岩下家一：長十郎の息子、方平の孫。

親族に岩下方美がおり、岩下方平関連の資料は方美の子孫が整理している。

## 登場する作品
- 天皇の世紀（1971年、朝日放送） 演：新克利
- 獅子の時代（1980年、NHK大河ドラマ） 演：神山繁
- 青天を衝け（2021年） 演：俵木藤汰